# Le Foulard indien
Pour plus de détails, voir Fiche technique et Distribution.
Le Foulard indien (Das indische Tuch) est un film allemand réalisé par Alfred Vohrer, sorti en 1963.

## Fiche technique
- Titre français : Le Foulard indien ou L'Écharpe indienne ou L'Écharpe maudite[1]
- Titre original : Das indische Tuch
- Réalisation : Alfred Vohrer
- Scénario : Harald G. Petersson et George Hurdalek, d'après la pièce The Case of the Frightened Lady, d'Edgar Wallace
- Production : Preben Philipsen et Horst Wendlandt
- Société de production : Rialto Film Preben-Philipsen
- Musique : Peter Thomas
- Photographie : Karl Löb
- Montage : Hermann Haller
- Décors : Walter Kutz et Wilhelm Vorwerg
- Costumes : Hannelore Wessel
- Pays d'origine : Allemagne de l'Ouest
- Format : Noir et blanc - 2,35:1 - Mono - 35 mm
- Genre : Drame, policier
- Durée : 86 minutes
- Date de sortie : 13 septembre 1963 (Allemagne)

## Distribution
- Heinz Drache : Frank Tanner
- Corny Collins : Isla Harris
- Klaus Kinski : Peter Ross
- Gisela Uhlen : Mme Tilling
- Hans Nielsen : Mr Tilling
- Siegfried Schürenberg : Sir Henry Hockbridge
- Richard Häussler : le docteur Amersham
- Hans Clarin : Lord Edward Lebanon
- Alexander Engel : le révérend Hastings
- Ady Berber : Chiko
- Eddi Arent : Richard Maria Bonwit
- Elisabeth Flickenschildt : Lady Emily Lebanon

## Autour du film
- Le tournage s'est déroulé à Berlin du 8 juillet au 13 août 1963.
- La pièce d'Edgar Wallace fut adaptée dès 1932 avec The Frightened Lady, puis en 1940 avec The Case of the Frightened Lady.